# جيروم وات
جيروم وات (بالإنجليزية: Jerome Watt)‏ هو لاعب كرة قدم بريطاني في مركز نصف الجناح، ولد في 20 أكتوبر 1984 في إنجلترا في المملكة المتحدة. لعب مع بلاكبيرن روفرز وسيركل بروج ونادي روتشديل ونادي سالزبري سيتي ونادي ساوثبورت ونادي موركامب ونورثامبتون تاون.

## وصلات خارجية
- جيروم وات على موقع قاعدة بيانات كرة القدم.إي يو (الإنجليزية)
- جيروم وات على موقع Soccerbase.com (لاعب) (الإنجليزية)